# Velódromo José de Jesús Mora Figueroa
El Velódromo de San Cristóbal o bien oficialmente el Velódromo José de Jesús Mora Figueroa es el nombre que recibe una instalación deportiva multipropósito localizada en el Municipio San Cristóbal de la ciudad de San Cristóbal capital del Estado Táchira al occidente del país sudamericano de Venezuela. Se ubica cerca de la sede de la Universidad Nacional Experimental del Táchira y de otros recintos deportivos como el Estadio Metropolitano de San Cristóbal y el Estadio Polideportivo de Pueblo Nuevo.
El espacio fue inaugurado formalmente el 24 de agosto de 1977. Se había planificado su inauguración para un año antes como parte de las obras edificadas para los Panamericanos de Ciclismo de 1976, pero el espacio no estuvo concluido en su totalidad para el evento, por lo que se dispusieron estructuras temporales de madera para que hicieran las veces de tribuna principal. En el Mundial de Ciclismo de 1977 el velódromo recibió a 14.000 personas aproximadamente. Se le bautizó con su nombre actual en honor de un reconocido periodista local. Ha recibido hasta 30.000 personas después de las remodelaciones realizadas a lo largo del tiempo.

## Especificaciones técnicas
Esta instalación está ubicada en la parte noreste de la capital tachirense, sobre una altura de 1.028 metros sobre el nivel del mar, con capacidad para 14.000 espectadores (remodelaciones posteriores han aumentado su capacidad hasta poder albergar 30.000 espectadores).
La longitud de la pista es de 333,33 metros, con anchura de 7 metros. Cada recta tiene una longitud de 58,66 metros y las curvas de 108 metros. La longitud del eje mayor es de 134,05 metros y la del eje menor o diámetro es de 60,59 metros. Tiene una inclinación mínima en las rectas de 10 grados y la máxima en las curvas es de 40 grados.
Posee once cabinas de transmisión, 42 camerinos, sala de prensa, sala de comunicaciones y salón presidencial, además de los ambientes adecuados para un tipo de instalaciones deportivas de este género.